# Truncatoflabellum
Truncatoflabellum Cairns, 1989 è un genere di coralli dell'ordine Scleractinia, il settimo più numeroso tra i membri di questo ordine, comprendendo circa 32 specie viventi. .
Diversi studi hanno evidenziato la varietà morfologica all'interno di questo genere, con molte specie descritte basandosi sulla struttura del corallite e sulla distribuzione geografica.

## Tassonomia
Sebbene anche per Truncatoflabellum le specie attualmente esistenti occupano un ampio range di profondità, con molte di esse che vivono a oltre 1000 m di profondità, tra queste, ci sono alcune specie indicate anche per intervalli di profondità relativamente ridotti, tra cui:
- Truncatoflabellum carinatum: Trovato nel Pliocene di Giava, nelle Isole Ryukyu, Taiwan, Mozambico, Mar Cinese Meridionale e Indonesia, a profondità variabili tra 30 e 274 metri.
- Truncatoflabellum compressum: Specie fossile del Miocene di Giava, attualmente distribuita nelle Filippine, Indonesia e nell'Oceano Indiano, a profondità tra 12 e 256 metri.
- Truncatoflabellum macroeschara: Ritrovato nelle coste occidentali dell'Australia e nel Queensland, tra 18 e 201 metri.
- Truncatoflabellum veroni: Diffuso nelle coste occidentali e settentrionali dell'Australia e nel Queensland, tra 15 e 176 metri di profondità.
- Truncatoflabellum phoenix: Trovato nel Giappone meridionale, Filippine, Indonesia, Wallis e Futuna, Nuova Caledonia e Isole Kermadec, tra 18 e 441 metri.
- Truncatoflabellum inconstans: Registrato al largo della costa sudafricana, tra 23 e 130 metri di profondità.

Alcune specie, come T. macroeschara, presentano coralliti di grandi dimensioni, con setti che possono arrivare fino all'ordine 7. Altre, come T. compressum e T. aculeatum, sono note per i loro bordi spinosi e taglienti. La cicatrice basale, caratteristica distintiva di queste specie, è spesso utilizzata per identificare specie fossili, dimostrando che Truncatoflabellum esiste almeno dal periodo Eocene. Il record fossile di Truncatoflabellum si estende dal Medio Eocene al Miocene, con specie come T. corbicula e T. sphenodeum descritte dalla Nuova Zelanda e dall'Australia. Numerosi reperti fossili sono stati trovati anche nel Pliocene di Taiwan e nel Plio-Pleistocene delle Isole Ryukyu, sotto il nome di F. rubrum (ora riclassificati da Cairns 2014). L'attuale distribuzione geografica e la distribuzione stratigrafica del genere Truncatoflabellum non permette di attribuire con certezza una delle morfospecie rinvenute a questo genere, ma la possibilità esiste e ulteriori approfondimenti permetteranno di valutare anche questa ipotesi.